# Ілга-Іволга
«Ілга-Іволга» (латис. Vālodzīte) — радянський художній фільм режисера Яніса Стрейча, знятий за сценарієм  Вольдемара Баал на Ризькій кіностудії у 1972 році.

## Сюжет
На самому початку війни офіцер Червоної Армії Федір Полігін потрапив в полон. Після втечі, його, важко пораненого, взяв на хутір «Іволги» старий Язеп. Рана не давала можливості Федору негайно піти, і він деякий час переховувався в великому сараї.
Внучка Язепа Ілга і Федір полюбили один одного, але, переслідувані поліцією, змушені були шукати собі інший притулок. Партизанам вдалося переправити пораненого офіцера через лінію фронту. Втікачку Ілгу прихистила родина партизанського зв'язкового, але незабаром її видав хтось із селян.
Ілга при арешті була вбита карателями. Христині вдалося врятувати її новонароджену дочку, яку Федір побачив тільки через багато років дорослою дівчиною-нареченою, незвичайно схожою на матір.

## У ролях
- Ліґа Ліепіня —  Ілга
- Геннадій Корольков —  Федір Полігін
- Микола Єременко —  Федір в зрілі роки
- Валентінс Скулме —  Язеп
- Івар Калниньш —  Юріс
- Діна Купле —  Христина
- Юріс Мартіньш Плявіньш —  Артур
- Аліта Алкне-Бругане —  мати Артура
- Евалдс Валтерс —  автобусний попутник

## Знімальна група
- Автор сценарію: Вольдемар Бааль
- Режисер-постановник: Яніс Стрейч
- Оператор-постановник: Маріс Рудзитіс
- Композитор: Петеріс Плакідіс
- Художник-постановник: Інара Антона